# Martin Klein (Musiker)

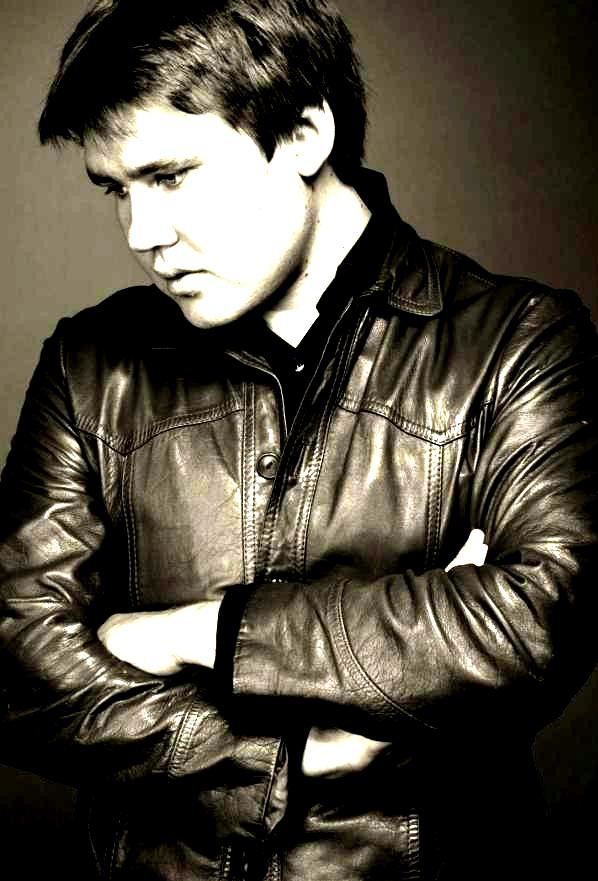
Martin Klein

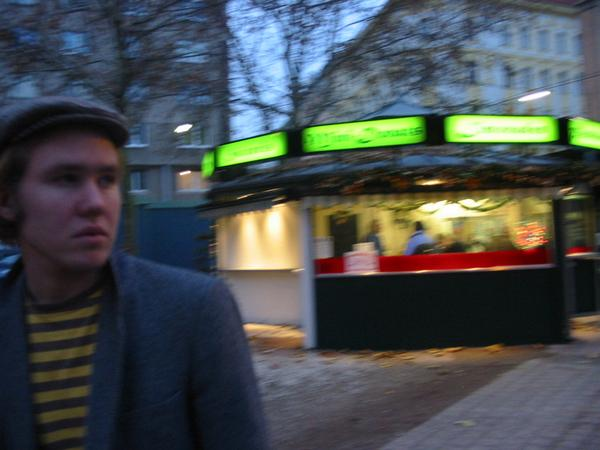
Martin Klein

Martin Klein (* 22. Juni 1983 in Innsbruck) ist ein österreichischer Songwriter und Pianist.

## Leben
Martin Klein wuchs in Innsbruck auf und ist seit seinem 15. Lebensjahr als Musiker aktiv. Seine Familie stammt aus Siebenbürgen. Sein Cousin ist der Autor Stefan Klein sein Großvater war der Germanist Karl Kurt Klein. Martin Klein übersiedelte mit 19 Jahren nach Wien, später nach Utrecht (Niederlande), wo er bei dem blinden holländischen Pianisten Bert van den Brink Klavier studierte.
Inspiriert von der regen holländischen Songwriter-Szene begann er selbst Songs zu schreiben, kehrte nach Wien zurück und nahm dort sein Debüt-Album "Songs for My Piano" auf.
Nach dieser CD-Veröffentlichung bekamen seine Lieder "Don´t Let It Get You Down" und "On My Way to You" massives Airplay auf dem alternativen Radiosender FM4. Der Falter schrieb von einem "Thom Yorke ohne Kunstrucksack und einem Maximilian Hecker ohne Elfenbeinturm", der Standard von "sensibler und obsessiver Kunst" und das Music Information Center Austria von einem der ohne Zweifel zu den hoffnungsvollsten Vertretern der heimischen Singer/Songwriter-Szene gehört.
Zwischen 2007 und 2010 spielte der Musiker Auftritte im Storm Club London, im Austrian Cultural Forum London, beim Tschirgart Jazzfestival als Support von Sophie Hunger, im Radiokulturhaus Wien und beim Fest der Salzburger Festspiele.
Im Jahr 2010 erschienen zwei weitere Singles. "Your Heart Has Gone" und "Did I Ever Let You Know". Letztere wurde von Sony Music auf der FM4 Soundselection 22 veröffentlicht.
Im November 2011 erschien sein zweites Album "Lass uns bleiben" bei Traumton Records in Berlin. Mit diesem Album kehrte er zu seinen Wurzeln zurück und widmete sich seinen Songs in schlichter Solo-Besetzung. Die Lieder wurden live im Studio und unter Verzicht auf Overdubs aufgenommen. Die CD wurde am Chansonfest Berlin und im Konzerthaus Wien präsentiert.
Bayern 2 wählte "Lass uns bleiben" zum Musik-Favoriten, FM4 schrieb von "einem nicht nur musikalisch, sondern auch menschlich beeindruckendes Werk" und das deutsche Fachmagazin Jazzthetik ortete "traumverlorene kleine Meisterwerke". Der größte deutsche MP3 Blog Tonspion schrieb gar: "Wenn echtes Leben auf Traumwelten eines Poeten trifft. So muss Musik sein".
Im Frühling 2013 veröffentlichte der Musiker das experimentelle Album "Tracks for My Keyboards". Die Tageszeitung Die Presse schrieb darüber: "Die weltabgewandte Schönheit von Songs wie "Vienne" und "Cello Song" lässt erkennen, wie wenig sich Klein von der Behelfsmäßigkeit des Lebens beeindrucken lässt. Seine Träume scheinen wirklicher als alle Wirklichkeit. Sein Utopia versucht nichts weniger, als die Entzauberung der Welt rückgängig zu machen."
Im September 2013 schrieb das New Yorker Nycrophone: "If you love the piano and captivating melodies, definitely familiarize yourself with his music!" Im Jahr 2014 komponierte der Musiker die Musik zum Film "Das Kind in der Schachtel", dieser gewann beim Filmfestival Diagonale den Publikumspreis.
Sein viertes Album "Das Leben hat´s doch gut mit uns gemeint", das im November 2015 erschien,  wurde für den Preis der deutschen Schallplattenkritik nominiert.
Im November 2018 brachte Martin Klein "Lost Songs" heraus. Eine 5-Track-EP mit bisher unveröffentlichten Kompositionen aus den letzten Jahren.
2020 erschien sein Album „Nachtlieder“, das von Presse und Publikum wohlwollend aufgenommen wurde.

## Diskografie

### Alben
- 2008: Songs for My Piano (Lindo Records)
- 2011: Lass uns bleiben (Traumton Records)
- 2013: Tracks for My Keyboards (Teabreak Records)
- 2015: Das Leben hat´s doch gut mit uns gemeint (Traumton Records)
- 2018: Lost Songs (MedienManufaktur Wien)
- 2020: Nachtlieder (MedienManufaktur Wien)

### Beiträge zu Kompilationen
- 2007: Schubert Is Not Dead (Pumpkin Records)
- 2007: Radio FM4 Soundselection 17 (Universal Music)[5]
- 2008: Name (Pumpkin Records)
- 2008: Projekt 8 (Lindo Records)
- 2009: Death to the 80s (Schoenwetter)
- 2010: 33 1/3 (Pumpkin Records)
- 2010: Radio FM4 Soundselection 22 (Sony Music)